# Терцо-д'Аквілея
Терцо-д'Аквілея (італ. Terzo d'Aquileia) — муніципалітет в Італії, у регіоні Фріулі-Венеція-Джулія,  провінція Удіне.
Терцо-д'Аквілея розташоване на відстані близько 440 км на північ від Рима, 45 км на північний захід від Трієста, 31 км на південь від Удіне.
Населення — 2896 осіб (2014).
Щорічний фестиваль відбувається 3 лютого. Покровитель — святий Власій.

## Демографія
Населення за роками:

Станом на 1 січня 2023 року в муніципалітеті офіційно проживало 126 іноземців з 23 країн, серед них 47 громадян країн Євросоюзу та 17 громадян України.

## Сусідні муніципалітети
- Аквілея
- Червіньяно-дель-Фріулі
- Градо
- Торвіскоза
- Вілла-Вічентіна